# Johannes Kruse (Rektor)
Johannes Kruse, auch Cruse oder Crispus (* in Bremen; † nach 1531) war ein deutscher Theologe und Rektor der Universität Rostock.

## Leben
Johannes Kruse aus Bremen immatrikulierte sich 1509 zum Studium an der Universität Rostock. Er wurde 1511 zum Bakkalar und 1512 zum Magister promoviert. Er war an der Universität Rostock als theologischer Lektor tätig, 1517 Regens der bursa mediae lunae und im Wintersemester 1525/1526 Rektor der Universität.
Johannes Kruse soll Kartäuser gewesen sein und war gemeinsam mit Barthold Moller eifriger Gegner der Reformation in Rostock. 1527 veröffentlichte er antireformatorische Thesen. Er gehörte zu einem Freundeskreis, der Ulrich von Hutten aufnahm. Zu seinem Freundeskreis gehörten Egbert Harlem und Johannes Hadeke, der ihn in seinen Camoenae erwähnt. Die Zuordnung zu den Kartäusern beruht auf einem 1518 gedruckten Holzschnitt für das Kloster Marienehe, zu dem er Verse auf den heiligen Patriarchen Bruno und den heiligen Hugo, Bischof von Lincoln, beitrug. Als Barthold Moller als Rektor 1530 verstarb, verfasste Johannes Kruse ihm die Leichenpredigt.

## Schriften
- Introductorius liber Joannitii in artem Galeni. Ludwig Dietz, Rostock 1517.